# Dominique Scott-Efurd
Dominique Scott-Efurd (* 24. Juni 1992 in Kapstadt als Dominique Scott) ist eine südafrikanische Leichtathletin, die sich auf den Langstreckenlauf spezialisiert hat.

## Sportliche Laufbahn
Erste Erfahrungen bei internationalen Meisterschaften sammelte Dominique Scott-Efurd im Jahr 2011, als sie bei den Juniorenafrikameisterschaften in Gaborone in 10:33,34 min den sechsten Platz im 3000-Meter-Lauf belegte. Im Herbst desselben Jahres begann sie ein Studium an der University of Arkansas in den Vereinigten Staaten, welches sie 2016 abschloss. Für die Arkansas Razorbacks wurde sie 2016 NCAA-Meisterin über 5000 und 10.000 Meter. 2016 qualifizierte sie sich im 10.000-Meter-Lauf für die Olympischen Spiele in Rio de Janeiro und belegte dort in 31:51,47 min den 21. Platz. Im Jahr darauf siegte sie in 1:18:02 h beim Springdale Hogeye Half Marathon und 2018 schied sie bei den Hallenweltmeisterschaften in Birmingham mit 4:09,80 min in der ersten Runde im 1500-Meter-Lauf aus. Zudem klassierte sie sich dort mit 8:59,93 min auf dem neunten Platz über 3000 Meter. Bei den Crosslauf-Weltmeisterschaften 2019 in Aarhus musste sie vorzeitig aufgeben und im Herbst startete sie im 5000-Meter-Lauf bei den Weltmeisterschaften in Doha und klassierte sich dort mit 15:24,47 min im Finale auf dem 15. Platz. 2021 nahm sie erneut an den Olympischen Spielen in Tokio teil und schied dort mit Saisonbestleistung von 15:13,94 min in der Vorrunde über 5000 Meter aus, während sie über 10.000 Meter nach 32:14,05 min auf den 20. Platz gelangte.
2022 wurde sie in 1:07:32 h Dritte beim Houston-Halbmarathon. Im Juli gelangte sie bei den Weltmeisterschaften in Eugene mit 31:40,73 min auf Rang 17 über 10.000 Meter und anschließend startete sie bei den Commonwealth Games in Birmingham. Dort belegte sie in 15:07,50 min den fünften Platz über 5000 Meter und wurde mit 31:25,18 min Siebte über 10.000 Meter.
In den Jahren 2018 und 2022 wurde Scott-Efurd südafrikanische Meisterin im 5000-Meter-Lauf.

## Persönliche Bestzeiten
- 1000 Meter: 2:58,7 min, 12. Dezember 2010 in Stellenbosch
  - 800 Meter (Halle): 2:06,05 min, 29. Januar 2016 in Fayetteville (südafrikanischer Rekord)
  - 1000 Meter (Halle): 2:42,60 min, 9. Januar 2015 in Fayetteville (südafrikanischer Rekord)
- 1500 Meter: 4:07,20 min, 19. Mai 2018 in Cambridge
  - 1500 Meter (Halle): 4:07,25 min, 10. Februar 2018 in Boston (südafrikanischer Rekord)
- Meile: 4:26,63 min, 7. Juni 2018 in Concord
  - Meile (Halle): 4:28,47 min, 11. Februar 2017 in New York City
- 3000 Meter: 8:41,33 min, 21. Juli 2017 in Monaco
  - 3000 Meter (Halle): 8:41,18 min, 3. Februar 2018 in New York City (südafrikanischer Rekord)
  - 2 Meilen (Halle): 9:31,98 min, 25. Januar 2020 in Boston (südafrikanische Bestleistung)
- 5000 Meter: 14:59,08 min, 21. Juli 2019 in London
  - 5000 Meter (Halle): 15:20,84 min, 1. Februar 2020 in Boston (südafrikanischer Rekord)
- 10.000 Meter: 31:00,10 min, 6. März 2022 in San Juan Capistrano
- Halbmarathon: 1:07:32 h, 16. Januar 2022 in Houston